# Национальная астрофизическая обсерватория в Тонанцинтле
Национальная астрофизическая обсерватория в Тонанцинтле (исп. Observatorio Astrofísico Nacional de Tonantzintla) — астрофизическая лаборатория в Тонанцинтле, Мексика. Астрономические объекты, маркированные обсерваторией, приобретают обозначение TON (например, TON 618).

## История
Открыта 17 февраля 1942 года Луисом Энрике Эрро. В 1971 году она перешла в ведение Национального института астрофизики, оптики и электроники.